# Ammo Baba
Ammo Baba (ar. عمو بابا, syr. ܥܡܘ ܒܒܐ), właśc. Emmanuel Baba Dawud (ar. عمانوئيل بابا داود), ur. 27 listopada 1934 w Bagdadzie, zm. 27 maja 2009 w Duhoku – iracki piłkarz, grający na pozycji napastnika, trener piłkarski.

## Kariera piłkarska

### Kariera klubowa
Urodził się w Bagdadzie w strefie kontrolowanej przez Brytyjski obóz wojskowy RAF Hinaidi, ale został w 1937 roku przeniesiony wraz z rodziną do Civil Cantonment na dużej bazie RAF w Habbaniji, gdzie po raz pierwszy nauczył się gry w piłkę nożną.
W 1951 rozpoczął karierę piłkarską w asyryjskiej drużynie zakładowej RAF. W 1954 roku przeniósł się do Bagdadu, gdzie został piłkarzem Haris Al-Maliki. W 1957 podpisał kontrakt z Al Quwa Al Jawiya z Bagdadu. Potem występował w klubach Nadi Athori, Al-Maslaha Naqil Al-Rakab i Kuliya Al-Askariya Bagdad. Zakończył swoją karierę piłkarza w 1970 roku.

### Kariera reprezentacyjna
W latach 1957–1967 bronił barw narodowej reprezentacji Iraku.

## Kariera trenerska
Po zakończeniu kariery piłkarskiej rozpoczął karierę szkoleniową. Od 1970 do 1974 trenował Kuliya Al-Askariya Bagdad. Potem trenował Al-Jaish Bagdad oraz drużynę z prowincji Al-Tamim.
Od 1978 do 1980 pracował na stanowisku głównego trenera narodowej reprezentacji Iraku. Również w latach 1981–1984, 1987–1988, 1988–1989, 1993, 1996 i 1997 również trenował pierwszą reprezentację i zdobył z niej wiele sukcesów. Łącznie prowadził w 143 meczach, w których reprezentacja zdobyła 81 zwycięstw, 21 remisów i 40 porażek. To byłe "złote lata" irackiej reprezentacji.
W 2000 prowadził juniorską reprezentację Iraku U-16.
Również trenował kluby Al-Talaba, Al-Rasheed, Al-Tijara, Al-Zawraa, Al-Quwa Al-Jawiya, Qatar SC, Al-Karkh SC, Ramadi FC, Salahaddin FC i Al-Shorta SC.
Ammu Baba był jednym z niewielu wybitnych Irakijczyków otwarcie skonfrontowany z synem Saddama Husajna Udajem, prezesem Irackego Związku Piłki Nożnej. Po wojnie w Iraku wszystkie członkowie jego rodziny, w tym jego dzieci, przenieśli się do Chicago, gdzie istnieje znaczna wspólnota asyryjska, podczas gdy on pozostał w Bagdadzie, gdzie prowadził akademię piłkarską dla nastolatków. W dniu 20 stycznia 2006 roku, 71-letni Baba został zaatakowany w swoim domu, gdzie był przywiązany, oślepiony, pobity, a następnie okradziony.
Ammo Baba zmarł w wieku 74 lat w środę 27 maja 2009 roku, po chorobie na cukrzycę i jej powikłań w Duhoku. Był jednym z legend irackiej piłki nożnej.

## Sukcesy i odznaczenia

### Sukcesy trenerskie
- mistrz Igrzysk azjatyckich: 1982
- zdobywca Pucharu Narodów Arabskich: 1988
- zdobywca Pucharu Zatoki Perskiej: 1979, 1984, 1988
- mistrz CISM World Military Championship: 1979
- mistrz Iraku: 1981, 1988
- zdobywca Pucharu Iraku: 1994, 1998